# Woyzeck

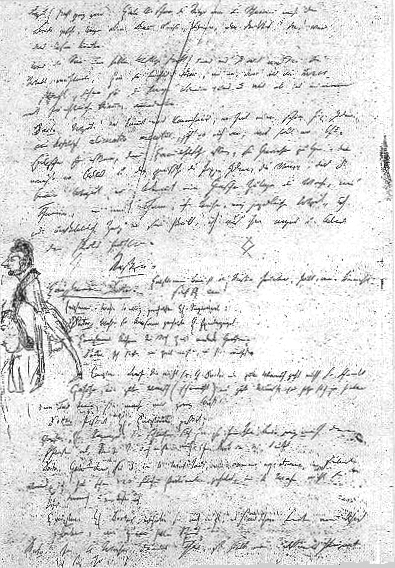
Text original amb esbossos del doctor i el capità realitzats per l'autor de l'obra, Georg Büchner.

Woyzeck és una obra de teatre escrita per Georg Büchner. L'autor va morir jove sense poder acabar aquesta i altres obres. Ha estat publicat pòstumament en edicions de vegades "completades" amb diversos finals per altres autors, editors i traductors. Woyzeck ha esdevingut una de les obres més interpretades i influents del repertori teatral alemany. Ha estat subjecta a múltiples adaptacions.
Büchner probablement començà a escriure l'obra entre juny i setembre de 1836. Romangué en estat fragmentari fins al moment de la seva mort el 1837. Woyzeck aparegué per primer cop l'any 1879 publicada per Karl Emil Franzos, en una versió molt modificada. El primer cop que fou interpretada en un escenari va ser gairebé un segle després de la seva redacció, el 8 de novembre de 1913 al Residenztheater de Múnic.
Considerat un precursor de l'expressionisme, Büchner relata en aquesta obra els efectes deshumanitzadors dels poders socials en un soldat explotat per doctors i els oficials de l'exèrcit. Se l'ha anomenat "tragèdia de classe obrera", i de fet es tracta de la primera obra protagonitzada per obrers de la literatura moderna alemanya. Una altra anàlisi de Woyzeck se centra en la "perenne tragèdia de la gelosia humana". L'obra fou posteriorment admirada per naturalistes com Gerhart Hauptmann i més tard pels expressionistes. L'argument es basa vagament en la història real de Johann Christian Woyzeck, un fabricant de perruques i soldat de Leipzig, que assassinà Christiane Woost, una vídua amb qui havia estat vivint, i que fou decapitat en públic.

## Adaptacions
- en forma d'òpera per Alban Berg, Wozzeck
- pel·lícula de 1979 dirigida per Werner Herzog
- pel·lícula de 1994 de János Szász
- pel·lícula de 2010 Francis Annan, la primera versió en llengua anglesa, realitzada per estudiants del Xaverian College.
- musical de Robert Wilson i Tom Waits, les cançons del qual es troben al disc de Waits Blood Money
- la cançó "Children's Story" de Tom Waits al seu àlbum Orphans: Brawlers, Bawlers & Bastards també està basada en Woyzeck
- una versió modernitzada sota el títol de Re:Woyzeck, escrita per Jeremy Gable, on el mateix Georg Büchner apareix com a personatge)
- l'obra de teatre Skin de Naomi Iizuka
- producció islandesa de la companyia Vesturport, dirigida per Gísli Örn Gardarsson.
- versió de titelles, Woyzeck on the highveld, per la companyia sud-africana Handspring Puppet Company i dirigida per William Kentridge
- una versió de Splendid Productions en la qual les escenes són representades en l'ordre en que foren trobades i no cronològicament
- una obra de 2009 del Malthouse Theatre a Melbourne (Austràlia), dirigida per Michael Kantor amb música de Nick Cave i Warren Ellis
- producció índia de Toto Funds the Arts and Rafiki, adptada i dirigida per Anmol Vellani
- adaptació cinematogràfica iraniana (Postchi, 1971), de Dariush Mahrjui
- versió de 2007 dirigida per Dan Rigazzi i actualitzada als Estats Units de 1951, reflectint la problemàtica del racisme a l'exèrcit.
- Adaptació de ballet Léonce et Léna inspirada en Woyzeck de Christian Spuck was a "Les Grands Ballets Canadiens" de Mont-real.
- Versió modernitzada belga dirigida per les companyies NTGent i Toneelgroep el 2010. El director Eric de Volder va morir la nit de la première.
- Versió de 2011 interpretada per tres actors titulada Woyzeck, from George Bücner' a Lisboa
- adaptació musical "Woyzeck Musical Deathmetal"[3]
- adaptació en hindi titulada Waseem dirigida per Sharmistha Saha